# Rogla
Rogla è una montagna e una stazione sciistica slovena che si estende sul massiccio di Pohorje, nell comune di Zreče.

## Descrizione

### Stazione sciistica
Si estende tra i 1.050 e i 1.517 m s.l.m.; mediamente, a Rogla cadono 500 centimetri di neve all'anno. È attrezzata per lo sci alpino (13 piste sciistiche, 11 impianti di risalita), lo snowboard e lo sci nordico (30 km di piste per lo sci di fondo); ha ospitato alcune gare della Coppa del Mondo di sci di fondo e della Coppa del Mondo di snowboard, oltre a numerose competizioni minori.